# Srijemska eparhija
Srijemska eparhija je eparhija Srpske pravoslavne crkve. Sjedište eparhije se nalazi u Srijemskim Karlovcima. Episkop eparhije je Vasilije Vadić.

## Povijest i organizacija
Srijemski su Karlovci sve do 1920. bili sjedište mitropolije i patrijarhije nakon čega se sjedište patrijarhije seli u Beograd nakon čega srpski patrijarsi sve do 1938. imenuju vikarne episkope zadužene za upravu nad ovim područjem. Na prvom zasjedanju Svetog arhijerejskog sabora Srpske pravoslavne crkve poslije 
Drugog svjetskog rata koje je održano 1947. donijeta je odluka o osnivanju Srijemske eparhije. Danas su pod nadležnošću ove eparhije, uz crkvene općine u Srbiji, i pravoslavne crkvene općine u Tovarniku, Šidskim Banovcima i Iloku u Republici Hrvatskoj.

## Vanjske poveznice
- Službene stranice Srijemske eparhije  Arhivirana inačica izvorne stranice od 27. travnja 2013. (Wayback Machine) (srp.)